# الدوري السعودي تحت 17 سنة لكرة القدم لأندية الدرجة الممتازة
الدوري السعودي تحت 17 سنة لكرة القدم لأندية الدرجة الممتازة هي إحدى المسابقات اللتي ينظمها الاتحاد العربي السعودي لكرة القدم و هي بطولة دوري بنظام النقاط تقام من دورين (ذهاب و إياب) و البطولة مخصصة لفئة سنية محددة و هي فئة الناشئين و هم تحت 17 عام ، و يحقق اللقب الفريق الأكثر جمعا للنقاط (صاحب المركز الأول) و يهبط لدوري المناطق آخر فريقين في جدول الترتيب و أقيمت أول نسخة من البطولة موسم 1981 - 1982 